# IV Premis Simón
La 4a edició dels Premis Simón va tenir lloc en 2015. Els premis van ser lliurats per l'Acadèmia del Cinema Aragonès (ACA) durant una cerimònia que va tenir lloc el 30 de març de 2015 al Teatro Principal de Saragossa i que va ser presentada pels actors Jorge Usón i Carmen Barrantes. Els premis competitius atorgats en set categories reconeixien la labor realitzada per diferents professionals durant l'any 2014. Encara que no va canviar el nombre de premis respecte a l'edició anterior sí que va haver-hi canvis en aquests, ja que els premis a millor banda sonora i millor muntatge van ser substituïts pels de millor guió i millors efectes especials.
Van competir a concurs setanta pel·lícules i videoclips. El film Justi&Cía va guanyar els guardons a millor llargmetratge i millors efectes especials, així com el premi de la categoria especial atorgat a la producció. El Simón d'honor va ser concedit al músic Antón García Abril.

## Guardons
| Categoria                 | Premiat                            | Labor premiada                    | Finalistes |
| ------------------------- | ---------------------------------- | --------------------------------- | --- |
| Simón d'honor             | Antón García Abril                 | Trajectòria                       | |
| Millor llargmetratge      | Justi&Cia d'Ignacio Estaregui      | Pel·lícula                        | Trovadores La encrucijada de Ángel Sanz Briz Aragón rodado Los inconvenientes de no ser Dios El viaje de las reinas |
| Millor interpretació      | Alfonso Pablo                      | Los inconvenientes de no ser Dios | Salomé Jiménez Nacho Rubio Santiago Meléndez Pilar Molinero Nati Magallón                                           |
| Millor curtmetratge       | Os meninos do rio de Javier Macipe | Pel·lícula                        | Las líneas perdidas El país de Nunca Jamás Mientras somos Espera un segundo Laisa                                   |
| Millor videoclip          | Broken Windows de Ignacio Bernal   | Videoclip de El Brindador         | El león enjaulado No Surprises Síndrome esquizofrénico Me enamoré del perdedor Si me dejaras                        |
| Millor guió               | Jacobo Atienza                     | Mientras somos                    | Enrique León i Borja Monclús José Alejandro González Javier Macipe Germán Roda y Patricia Roda                      |
| Millors efectes especials | Iván Olmos                         | Justi&Cia                         | Sergio Duce |
| Categoria especial        | Gloria Sendino Jaime García Machín | Producción de Justi&Cia           | Luis Giménez Emilio Larruga Plataforma de Actrices para la Escena Javier Cerdá Patricia Atienza                     |